# Inrick Baal
Inrick Baal (10 febbraio 1992) è un calciatore francese di origini guianesi, difensore del Club Colonial e della Selezione della Guyana francese.

## Carriera

### Nazionale
Ha debuttato in Nazionale il 25 febbraio 2016, nell'amichevole Guyana francese-Suriname (2-3). Nel 2017 viene inserito nella lista dei convocati per la Gold Cup 2017.